# Philonthus
A Philonthus  a rovarok (Insecta) osztályának a bogarak (Coleoptera) rendjéhez, ezen belül a mindenevő bogarak (Polyphaga) alrendjéhez és a holyvafélék (Staphylinidae) családjához tartozó fajgazdag nem. Közép-Európában a holyvafélék (és a bogarak) egyik legnagyobb neme, az egymáshoz sokszor igen hasonló fajok elkülönítése legtöbbször csak az ivarszervek belső vizsgálatával lehetséges. Találó magyar elnevezésük (több más rokon nemmel együtt) ganajholyvák.

## Elterjedésük
Az egész Földön elterjedt nem, mintegy 1200 leírt fajukat tartják számon. Európában 160, Magyarországon mintegy 60 fajuk előfordulása bizonyított.

## Jellemzőik
Apró és közepes termetű bogarak, jellemző méretük 5–12 mm közötti. Testük általában fekete, de fejük és előtoruk sokszor kékes vagy bronzos fémfényű. Fejük és előtoruk sima, csak a fej oldalán vannak serteszőrök. Fejük hátul nyakszerűen befűzött, csápjuk fonalas. Ajaktapogatójuk utolsó íze nem keskenyebb, mint az utolsó előtti íz. Az előtoruk hátának oldallemeze oldalnézetben jól kivehető. Előtorukon 1-1 feltűnő pontsor húzódik. Szárnyfedőik rövidek, általában feketés színezetűek, sok fajnál azonban vörösek vagy barnák. Lábaik karcsúak, lábszáraik tövisesek. Lábfejképletük 5-5-5, az elülső lábfejük általában kiszélesedett. A hímeknél a potrohban található ivarszerv térbeli elhelyezkedése és alakja fontos határozóbélyeg (a nőstények gyakran nem határozhatóak meg biztosan).

## Életmódjuk
A Philonthus-fajok életmódja igen változatos. Ragadozóként fő táplálékuk a légylárvák, de erjedő gyümölcsöt, gombát is fogyasztanak. Többségük nedvességkedvelő. A fajoknak csak kisebb hányada található meg erdőkben, nagyobb részük fátlan területeken: legelőkön, tengerpartokon, emberi települések környékén fordul elő. Egy részük friss trágyán, komposztban, szalmabálák alatt, míg mások rothadó gombán, vízparti hordalékban folytatnak ragadozó életmódot. A fajok jelentős része talajlakó, ezek gyakran fordulnak elő kisemlősök földalatti fészkeiben. Más fajok madarak fészkeiben találhatók meg rendszerint. Egyes agrár-ökoszisztémákban Philonthus-fajok a legnagyobb egyedszámban előforduló ragadozók közt vannak, így fontos szerepük van többek közt a levéltetvek populációinak szabályozásában. A Ph. longicornis üvegházakban a citrusféléket károsító Tylenchulus semipenetrans fonálféreg természetes ellensége.

## Magyarországon előforduló fajok
A régebben ide sorolt fajok egy része ma a Bisnius nembe tartozik.
Magyarországon mintegy 60 fajuk fordul elő (a lista nem teljes):
Onychophilonthus alnem
Szegélyeshátú ganajholyva (Philonthus (Onychophilonthus) marginatus) (O. F. Müller, 1764)
Paragabrius alnem
Selyemfényű ganajholyva (Philonthus (Paragabrius) micans) (Gravenhorst, 1802)
Sárgahátú ganajholyva (Philonthus (Paragabrius) rubripennis) (Stephens, 1832) (=fulvipes)
Philonthus s.str. alnem
Ércfényű ganajholyva (Philonthus (Philonthus) addendus) (Sharp, 1867)
Mezei ganajholyva (Philonthus (Philonthus) albipes) (Gravenhorst, 1802)
Philonthus (Philonthus) alpinus (Eppelsheim, 1875)
Mocsári ganajholyva (Philonthus (Philonthus) atratus) (Gravenhorst, 1802)
Réti ganajholyva (Philonthus (Philonthus) carbonarius) (Gravenhorst, 1802) (=varius)
Fémes ganajholyva (Philonthus (Philonthus) cognatus) (Stephens, 1832) (=fuscipennis, politus)
Közönséges ganajholyva (Philonthus (Philonthus) concinnus) (Gravenhorst, 1802) (=ochropus)
Keskenyfejű ganajholyva (Philonthus (Philonthus) confinis) (A. Strand, 1941)
Vörösszárnyú ganajholyva (Philonthus (Philonthus) corruscus) (Gravenhorst, 1802) (=coruscus)
Szurkos ganajholyva (Philonthus (Philonthus) ganajholyva) corvinus (Erichson, 1839)
Vörösfoltos ganajholyva (Philonthus (Philonthus) cruentatus) (Gmelin, 1790)
Philonthus (Philonthus) cyannipennis (Fabricius, 1792)
Kis ganajholyva (Philonthus (Philonthus) debilis (Gravenhorst, 1802)
Érces ganajholyva (Philonthus (Philonthus) decorus) (Gravenhorst, 1802)
Szegélyes ganajholyva (Philonthus (Philonthus) discoideus) (Gravenhorst, 1802)
Gödörkés ganajholyva (Philonthus (Philonthus) diversiceps) (Bernhauer, 1901)
Szénfekete ganajholyva (Philonthus (Philonthus) ebeninus) (Gravenhorst, 1802)
Philonthus (Philonthus) frigidus (Märkel & Kiesenwetter, 1848)
Kormos ganajholyva (Philonthus (Philonthus) fumarius) (Gravenhorst, 1806)
Philonthus (Philonthus) intermedius (Lacordaire, 1835)
Fémzöld ganajholyva (Philonthus (Philonthus) laminatus) (Creutzer, 1799)
Érdeshátú ganajholyva (Philonthus (Philonthus) mannerheimi) (Fauvel, 1869)
Tőzegkedvelő ganajholyva (Philonthus (Philonthus) nigrita) (Gravenhorst, 1806)
Kétfoltos ganajholyva (Philonthus (Philonthus) nitidicollis) (Lacordaire, 1835) (=bimaculatus)
Philonthus (Philonthus) nitidus (Fabricius, 1787)
Philonthus (Philonthus) politus (Linnaeus, 1758)
Philonthus (Philonthus) punctus (Gravenhorst, 1802)
Zöldfényű ganajholyva (Philonthus (Philonthus) quisquilarius) (Gyllenhal, 1810)
Szögletesfejű ganajholyva (Philonthus (Philonthus) rectangulatus) (Sharp, 1874)
Kerekhátú ganajholyva (Philonthus (Philonthus) rotundicollis) (Ménétriés, 1832)
Vöröscombú ganajholyva (Philonthus (Philonthus) rufimanus) (Heer, 1839)
Philonthus (Philonthus) rufipes (Stephens, 1832) (=immundus)
Sziki ganajholyva (Philonthus (Philonthus) salinus) (Kiesenwetter, 1844)
Foltos ganajholyva (Philonthus (Philonthus) sanguinolentus) (Gravenhorst, 1802)
Töviseslábú ganajholyva (Philonthus (Philonthus) spinipes) (Sharp, 1874)
Philonthus (Philonthus) splendens (Fabricius, 1792)
Érceszöld ganajholyva (Philonthus (Philonthus) succicola) (C.G. Thomson, 1860) (=chalceus)
Philonthus (Philonthus) temporalis (Mulsant & Rey, 1853)
Bronzos ganajholyva (Philonthus (Philonthus) tenuicornis) (Mulsant & Rey, 1853)
Philonthus (Philonthus) umbratilis (Gravenhorst, 1802)
Változékony ganajholyva (Philonthus (Philonthus) varians) (Paykull, 1789)
Philonthus (Philonthus) ventralis (Gravenhorst, 1802)
Philonthus (Philonthus) viridipennis (Fauvel, 1875) (=oebalus)
Spatulonthus alnem
Sárgacsípőjű ganajholyva (Philonthus (Spatulonthus) longicornis) (Stephens, 1832)
Rövidcsápú ganajholyva (Philonthus (Spatulonthus) parvicornis) (Gravenhorst, 1802)
Szegélyesszárnyú ganajholyva (Philonthus (Spatulonthus) coprophilus) (Jarrige, 1949)
Philonthus (Spatulonthus) cochleatus (Scheerpeltz, 1937)

## Képek

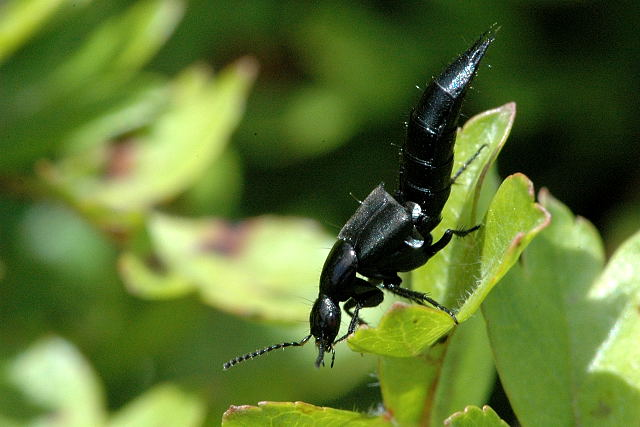
Réti ganajholyva (Philonthus (Philonthus) carbonarius)
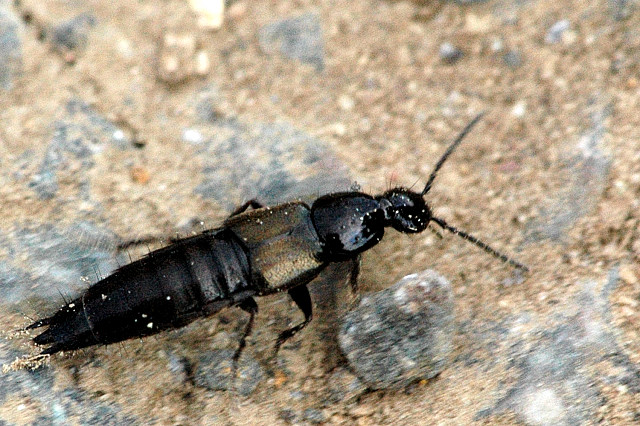
Fémes ganajholyva (Philonthus (Philonthus) cognatus)
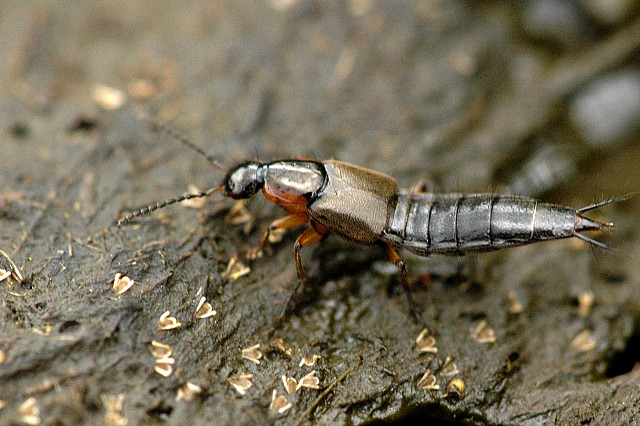
Szegélyeshátú ganajholyva (Philonthus (Onychophilonthus) marginatus)
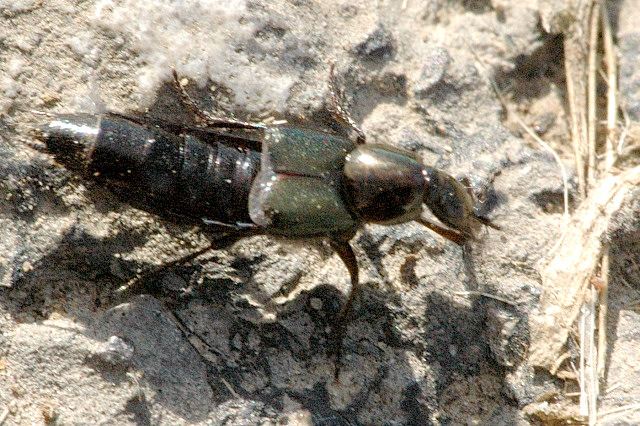
Philonthus temporalis